# Terrorsagen fra Glostrup
Terrorsagen fra Glostrup er en bosnisk-dansk terrorsag fra 2005. Sagen begyndte den 19. oktober 2005 i Sarajevo i Bosnien-Hercegovina. I en lejlighed i en af byens forstæder anholdt bosnisk politi den 18-årige svensk-bosnier, Mirsad Bektašević (med øgenavnet "Maximus"), og den 19-årige dansk-tyrker Abdulkadir Cesur (AC) fra Hvidovre ved København. I lejligheden fandt politiet 20 kg sprængstof, et færdigmonteret selvmordsbælte med tre gange 100 g sprængstof og en skarpladt pistol. I lommen på Mirsad Bektašević lå et videobånd, der indeholdt en optagelse med to camouflageklædte mænd, der demonstrerede, hvordan man laver en selvmordsbombe. På båndet siger en stemme, at de to mænd er klar til ofre deres liv for Allah, og der trues med, at våbnene vil blive brugt imod de lande, der har styrker i Irak og Afghanistan.
Bosnisk politi fandt hurtigt ud af, at de to anholdte havde tætte forbindelser til fire unge mænd fra det storkøbenhavnske område. Det viste en gennemgang af de telefonsamtaler, de havde ført fra Bosnien. Dansk politi blev underrettet, og efter flere dages nøje forberedelser slog betjente den 27. oktober 2005 til på adresser på Frederiksberg, Nørrebro, Avedøre og i Brøndby Strand. I første omgang blev både mistænkte og familiemedlemmer anholdt, men i løbet af kort tid blev alle på nær en lille gruppe bestående af fire unge mænd med indvandrerbaggrund løsladt.
Politiets teori var, at de fire havde planlagt at begå en terrorhandling et sted i Europa sammen med de to personer, der siden blev dømt i Sarajevo. Ifølge anklageskriftet gik planen ud på, at de terrordømte efter aftale med deres kammerater i København rejste til Sarajevo. Formålet med rejsen var at anskaffe våben og sprængstof, der siden kunne bruges til et terrorangreb, der havde til formål at slå mennesker ihjel. Sagen var den første herhjemme, hvor den paragraf 114 i straffeloven om terrorisme blev taget i brug. Straframmen går op til fængsel på livstid.

## Glostrup-sagen
Den 27. oktober 2005 blev 25 personer anholdt ved en større politiaktion. Fire personer blev varetægtsfængslet på en mistanke om at være indblandet i planlægning af et terrorangreb. Anholdelserne skete efter en henvendelse fra politiet i Bosnien, som angiveligt var blevet tippet af den svenske efterretningstjeneste, Säpo. Den 11. april 2006 rejste anklagemyndigheden i Bosnien tiltale mod en svensk-bosnisk og en dansk-tyrkisk mand for at være i gang med forberedelserne til et terrorangreb. Sagen var af stor betydning for Glostrup-sagen, da de fire sigtede i Danmark angiveligt skulle stå i ledtog med de dømte i Bosnien.
Den 21. juli 2006 blev en bosnisk mand idømt 2 års fængsel ved retten i Sarajevo. Han blev kendt skyldig i at have leveret sprængstof til svensk-bosnieren og dansk-tyrkeren, som angiveligt forberedte en terrorhandling. Den 24. august 2006 blev der rejst tiltale mod fire unge i terrorsagen fra Glostrup. Det var daværende justitsminister Lene Espersen (K), som rejste tiltalen efter indstilling fra Rigsadvokaten. Den 6. december 2006 indledte Østre Landsret terrorsagen mod de fire unge mænd fra Storkøbenhavn. På dette tidspunkt havde de siddet varetægtsfængslet over et år.

### Dommene
Den 10. januar 2007 blev Mirsad Bektašević også kaldet "Maximus" idømt 15 år og 4 måneders fængsel ved retten i Sarajevo. Dansk-tyrkeren Abdulkadir Cesur blev idømt 13 år og 4 måneders fængsel. Retten i Bosnien fandt det bevist, at de to planlagde et terrorangreb, men det kom aldrig frem, hvor og mod hvem det planlagte terrorangreb skulle finde sted.
Den 14. februar 2007 ved Østre Landsret lagde retsformand Bent Østerborg i sin retsbelæring op til frifindelse af tre af de tiltalte i terrorsagen fra Glostrup. Nævningerne voterede hele dagen og indlogerede sig på hotel for natten. Dagen efter, den 15. februar, blev den 17-årige Abdul Basit Abu-Lifa idømt 7 års fængsel for at have planlagt terror. De tre øvrige tiltalte blev i første omgang kendt skyldige af de 12 nævninger, men de juridiske dommere tilsidesatte kendelsen på grund af manglende beviser. Abdul Basit Abu-Lifa fik den 3. oktober 2007 stadfæstet sin terrordom på 7 års fængsel i Højesteret. Efter hans løsladelse har han gjort sig bemærket med et overfald på den islamkritiske digter Yahya Hassan.
Efter fund af nye beviser indledtes en ny retssag mod den ene af de tre, den 19-årige "EH", den 7. januar 2008. "EH" var ifølge daværende anklager Dorthe Vejsigs procedure i landsretten blevet stærkt radikaliseret, ikke mindst gennem kontakt til den senere terrordømte boghandler fra Brønshøj, Said Mansour. "EH" havde også downloadet videoer fra internettet med henrettelser m.m. Via islamiske hjemmesider fik han i sommeren 2005 kontakt med "Maximus", som derefter kom til København i august og september 2005. Ved den lejlighed dannede de fire tiltalte fra Brøndby Strand ifølge Dorte Vejsig en regulær terrorcelle efter inspiration fra al-Qaeda.
Den 10. marts 2008 frikendte nævningetinget "EH". Den 2. februar 2009 fik hans forsvarsadvokat Thorkild Høyer ham tilkendt en erstatning på 1,1 millioner kroner.